# Quatre Carreres

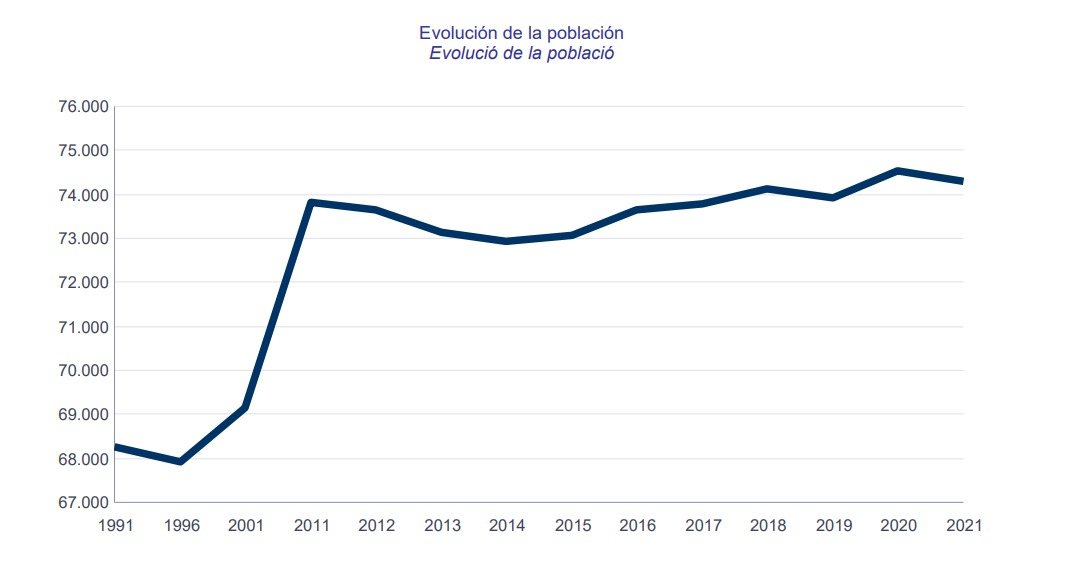
Evolución de la población de Quatre Carreres

Quatre Carreres (traducido en español Cuatro Carreras) es el distrito número 10 de la ciudad de Valencia (España). Considerado uno de los distritos más grandes de la ciudad, está formado por siete barrios: Monteolivete, En Corts, Malilla, Fuente San Luis, Na Rovella, La Punta y Ciudad de las Artes y las Ciencias. Este territorio se anexionó a la ciudad en 1877 junto con Ruzafa, a cuyo municipio pertenecían. Su población en 2023 era de 76 572 según el Ayuntamiento de Valencia.

## Toponimia
El topónimo Quatre Carreres proviene de las cuatro vías principales (carreras) que se dirigían, desde Ruzafa, a las distintas partes de este término, que son: la Carrera de Malilla, hacia Horno de Alcedo, la Carrera de En Corts, por la fuente de En Corts y La Punta hasta Pinedo, la carrera de San Luis, por la Fuente de San Luis hasta Castellar-Oliveral y por último, la carrera del Río, por Monteolivete hacia Nazaret.

## Historia

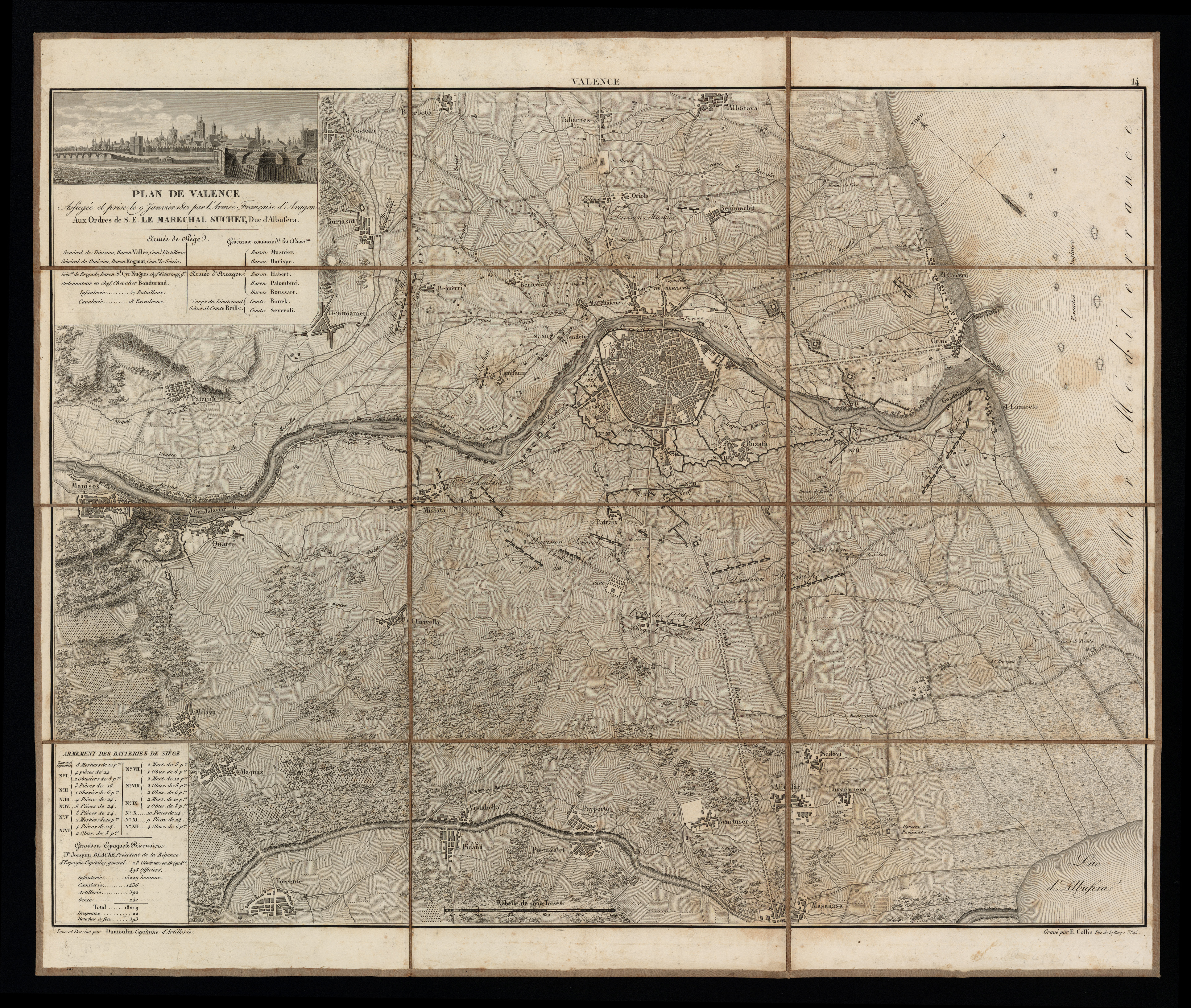
Plano de Valencia en 1812, en el que se distinguen claramente los cuatro caminos principales que, desde Ruzafa, parten hacia el este y el sur.

Quatre Carreres es en parte una zona de huertas. Hasta hace un par de décadas,  en todo el distrito no existían más que unas cuantas alquerías y barracas y un par de caseríos. A este extenso territorio se lo denominó en virtud de las cuatro grandes vías (carreras) que partiendo de Ruzafa, atravesaban su territorio. Estas eran la Carrera del Río, la Carrera de En Corts, la Carrera de San Luis y la Carrera de Malilla. Todo este territorio, junto con el actual distrito de los Poblados del Sur pasó a formar parte del municipio de Ruzafa cuando éste se creó en 1836. Fue entonces cuando el recién nombrado ayuntamiento creó un régimen de administración local y de Policía Urbana para estructurar los servicios municipales (higiene, educación, padrón, serenos, licencias, etc.). Esta división en carreras llegó a oficializarse en el censo que el ayuntamiento rusafí llevó a cabo en 1860, en el que a fin de realizarse el recuento se decide:

[...] dividir en seis secciones, a saber: 1ª el casco de la población; 2ª la Carrera del Río; 3ª la Carrera de la Fuente de En Corts; 4ª la Carrera de la Fuente de San Luis; 5ª la Carrera de Malilla y 6ª Saler y Palmar
Acta de la Junta Municipal de Russafa.  

En 1877 el distrito, al igual que el resto del término de Ruzafa, se anexionó a la ciudad de Valencia.

## Demografía
Quatre Carreres cuenta con un 9,3 % del total de habitantes de la ciudad y por ello es considerado el distrito más poblado de Valencia.
En 1991 tenía 68 269 habitantes y en la actualidad cuenta con 76 572 habitantes, de los cuales, según el Ayuntamiento de Valencia, 36 628 son hombres y 39 944 mujeres.  
|         | Total  | 0 - 15 | 16 - 64 | 65 ≥   |
| ------- | ------ | ------ | ------- | ------ |
| Total   | 76 572 | 10 584 | 49 989  | 15 999 |
| Hombres | 36 628 | 5 480  | 24 628  | 6 520  |
| Mujeres | 39 944 | 5 104  | 25 361  | 9 479  |

## Geografía
Quatre Carreres se encuentra a 6 km del mar, 2.5 km del Hospital Universitario y Politécnico de la Fe, 4.5 km del Ayuntamiento de Valencia y 650 metros del centro Comercial El Saler. 

#### Localidades Limítrofes
El distrito limita al norte con Ruzafa y Penya-Roja , al oeste con San Marcelino, El Huerto de Senabre, La Raiosa y La Cruz Cubierta, al sur con Sedaví, Benetúser y El Tremolar y al este con Nazaret, todas ellas pertenecientes a la provincia de Valencia.

#### Clima
El clima es de tipo mediterráneo, por lo que los veranos son calurosos y los inviernos suaves. La temperatura media es de 17 °C, en invierno se sitúa entre los 9 y 12 °C (aunque puede llegar a los 0 °C en los días más fríos) y en verano es de 26 °C (con picos de hasta 40 °C).

## Transportes
El distrito está atravesado por la CV-500 de norte a sur, la V-30 de este a oeste y por la vía del ferrocarril Valencia-Barcelona. Además, las infraestructuras de la Estación de Valencia Fuente San Luis están situadas entre los barrios de La Punta y Fuente San Luis.
El 17 de mayo de 2022 tuvo lugar la inauguración de la línea 10 de Metrovalencia que conecta el barrio de Nazaret con la Alacant pasando por Quatre Carreres. 
Además, cuenta con el servicio de autobuses de la EMT que pasan con una frecuencia de 15 minutos. Las líneas de autobuses de la EMT que podemos encontrar en el distrito de Quatre Carreres son:
- L6: Torrefiel - Hospital La Fe
- L7: Mercado Central - Fuente San Luis
- L8: Puerta del Mar - Hospital La Fe
- L13: Fuente San Luis / Ciudad de las Artes y las Ciencias - Puerta del Mar
- L18: Hospital Doctor Peset - Avinguda Primer de Maig
- L23: Puerta del Mar - Horno de Alcedo
- L24: Puerta del Mar - El Saler / El Palmar
- L25: Puerta del Mar - El Saler / El Perelló
- L64: Benicalap - Estación Joaquín Sorolla / Hospital La Fe
- L99: Palacio de Congresos - La Malvarrosa

Por otra parte, también encontramos autobuses interurbanos, que pasan con una frecuencia de 35 minutos, explotados por la empresa Autocares Herca, que conecta el distrito con la ciudad y algunas localidades próximas. Las líneas son: 
- L183: Valencia - Sedaví - C.C. Alfafar - Ikea
- L186: Valencia - Silla - Ford - Almusafes - Benifayó - Centro Penitenciario Picasent

## Patrimonio

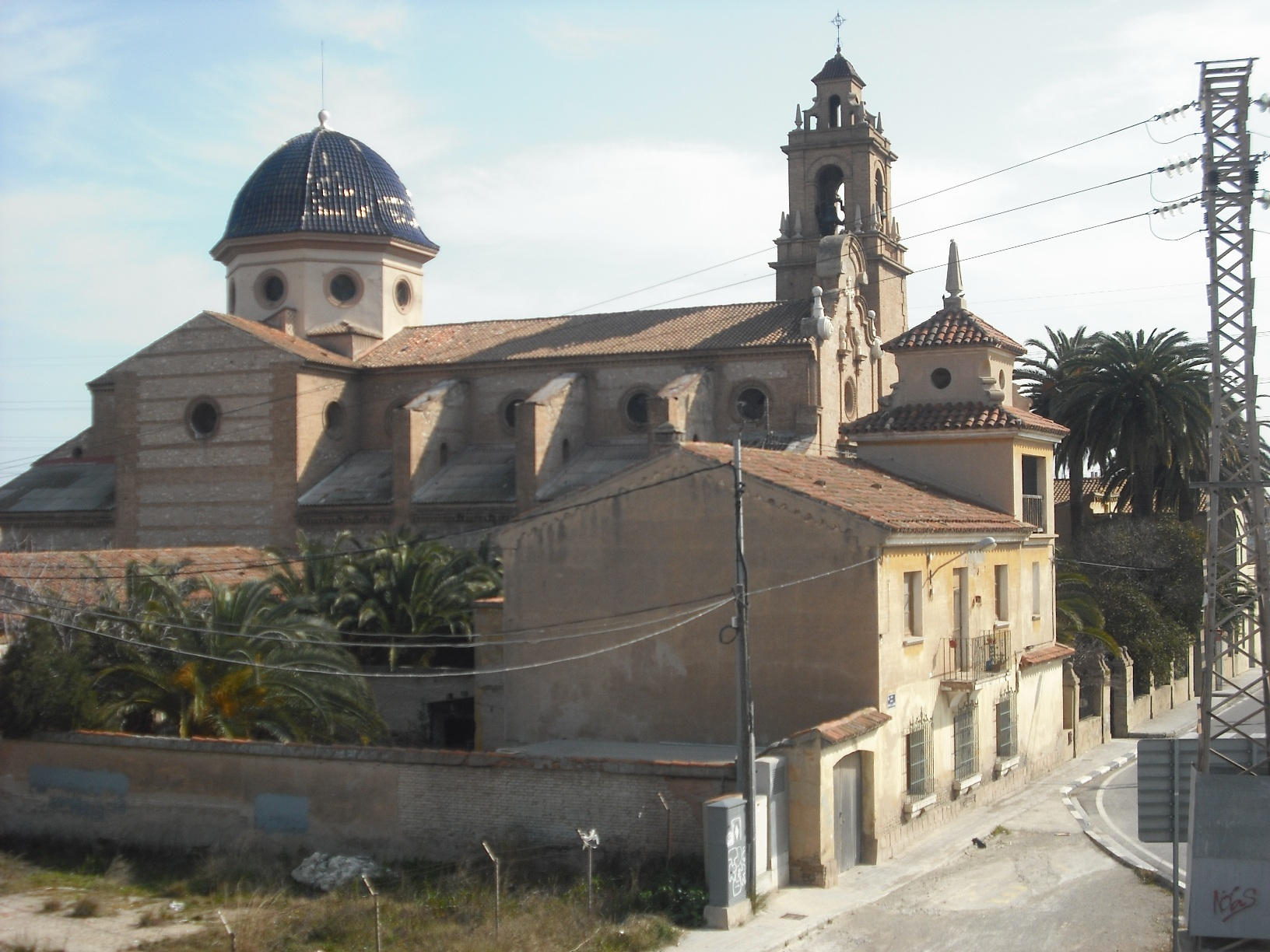
Iglesia de la Purísima Concepción, en La Punta.

De entre el patrimonio del distrito, cabe destacar:
- Iglesia de la Purísima Concepción de La Punta (Església de la Puríssima Concepció):[8] Comenzó a construirse en 1908, según los planos de Francisco Mora Berenguer. La cúpula y la torre-campanario, esta última obra de Mauro Lleó, destacan por su finura. En 1942 y por decreto del arzobispo de Valencia, Prudencio Melo, fue declarada parroquia. En el jardín está situado, desde 1963, un monumento a su primer párroco, Ranulfo Roig Pascual.[9]
- Iglesia de San Luis Bertrán de Fuente San Luis (Església de Sant Lluís Bertran): En 1902 pasó a ser considerada parroquia, por ello, en 1909 comenzaron las obras para renovar la fachada y la torre-campanario. Es de estilo barroco, con una portada adintelada en cuya parte superior se abre una hornacina con una imagen de Luis Bertrán. Al interior se abren doce capillas. Del conjunto destaca el campanario, que se construyó siguiendo las líneas de las típicas torres valencianas del siglo XVII.[10]
- Iglesia de Nuestra Señora de Monteolivete (Església de la Mare de Déu de Mont-Olivet): Se edificó entre 1767 y 1771 en estilo neoclásico. Consta de una nave con planta de cruz latina y la fachada se encuentra flanqueada por dos torres gemelas de base cuadrada. En su interior destaca el icono de Nuestra Señora de Monteolivete, presidiendo el altar mayor sobre un pequeño olivo que le sirve de peana. En 1826 se instalaron en la ermita los monjes de la Congregación de San Vicente de Paúl, que tuvieron que abandonarla en 1835 dadas las leyes de desamortización. Finalmente, el 15 de julio de 1941 se erigió en parroquia independiente, por decreto del arzobispo de Valencia, Prudencio Melo.[11]
- Ermita del fiscal de En Corts: Se restauró en 1983. Se trata de una pequeña ermita huertana, en honor a la Virgen de los Desamparados. Esta anexa a la finca del Fiscal, de la cual ha tomado el nombre, y se sitúa cerca de la antigua carrera de En Corts.[12]Es un templo pequeño, lleno de tradición y devociones populares. Está formado por una sencilla edificación con tejado a dos vertientes. Sobre el alero se levanta una ancha espadaña, reforzada por dos pilares y rematada por una cruz. La planta es trapezoidal, ensanchándose hacia el testero. En la nave principal sobresalen unas sencillas pilastras con capiteles y corintios y un cornisamento simple. Se cubre con bóveda peraltada cruzada por arcos formados por artesonados de obra. Tiene coro alto a los pies y una vieja barandilla de madera.[13]

## Cultura
- Museo fallero: Está situado desde 1971 en el antiguo convento de la Congregación de San Vicente de Paúl y conserva los ninots indultados desde 1934.[14]
- Ciudad de las Artes y las Ciencias: Es un gran lugar de ocio científico y cultural que comenzó su andadura en abril de 1998 con la inauguración del Hemisfèric. Fue diseñado por Santiago Calatrava.[15]

## Fiestas
- Fallas: del 15 al 19 de marzo. El distrito cuenta con la agrupación fallera llamada Agrupación de Fallas Quatre Carreres.[16]
  - Agrupación de Fallas Quatre Carreres: 
    - Historia: Los orígenes de la Agrupación se remontan al año 1974, con la habitual reunión de un grupo de amigos y falleros que tenían el objetivo de cambiar impresiones sobre las Fallas y comisiones. En estas reuniones se instalaron las normas y bases  de la Agrupación y la idea de invitar a más falleros a las reuniones para poder conseguir más beneficios. Entre 1974 y 1975 se fueron sumando más Fallas, llegando a 16 comisiones falleras en 1983. El primer presidente fue José Forriols Picó. En la actualidad, el presidente de la Agrupación es Francisco Jesús Rodríguez Moreno, de la Falla Carrera Malilla-Enginier Joaquim Benlloch. En la junta general extraordinaria del 25 de octubre de 2021 se modificó el nombre de la Agrupación, que pasó a llamarse “Agrupación de Fallas de Quatre Carreres”
    - Fallas en la Agrupación:
      1. Falla Carrera Malilla-Enginier Joaquim Benlloch
      2. Falla Bressol del Moble
      3. Falla Grabador Jordan-Escultor Pastor-La Fonteta
      4. Falla Rubén Vela-Avinguda Doctor Waksman
      5. Falla Ausias March-Na Robella
      6. Falla Carrera de Sant Lluïs-Rafael Albinyana
      7. Falla Oltá-Joan Ramón Jiménez-Enginier Joaquim Benlloch
      8. Falla Carrera Malilla-Illa Cabrera
      9. Falla Ángel Villena-Pintor Sabater
      10. Falla García Lorca-Oltá
      11. Falla Eslida-Joan Ramón Jiménez-Pianiste Martínez Carrasco
      12. Falla Avinguda de la Plata-La Senyera
      13. Falla Marqués de Lozoya-Poeta Cervera i Grifol
      14. Falla Hort de Sant Valero-Avinguda de la Plata
      15. Falla Sapadors-Vicent Lleó
      16. Falla Lluïs Oliag-Mariola-Granada
      17. Falla Bisbe Jaume Pérez-Lluïs Oliag
      18. Falla Montolivet
      19. Falla Carrera de Sant Lluïs-Avinguda Doctor Waksman
      20. Falla Blas Gámez-Ángel Villena

## Servicios
Algunos de los servicios con los que cuenta el distrito son:
- Polideportivo Quatre Carreres[17]
- Agrupación de Fallas Quatre Carreres[16]
- Centro Municipal de Servicios Sociales Quatre Carreres[18]
- Escuela Infantil Municipal Quatre Carreres[19]
- Pabellón Fuente de San Luis[20]
- Mercavalència [21]